# П'єр Нейс
П'єр Нейс (4 січня 1890 — 1939) — бельгійський плавець і ватерполіст.
Срібний призер Олімпійських Ігор 1920 року, бронзовий призер 1912 року.